# Kurt Lettow
Johann Kurt Lettow (* 24. April 1908; † 24. April 1992 in Bremen) war ein deutscher Bildhauer.

## Biografie
Lettow war nach seiner Ausbildung seit den 1930er Jahren als Bildhauer tätig. Viele seiner Werke, oft aus Stein, stellen religiöse Motive dar. Seine Figuren mit zunächst ausdrucksstarken Gesichtern wurden zunehmend dynamischer. Reliefs, Mosaike, Halbplastiken und Figuren waren seine formalen Mittel. Sein Atelierhaus stand in Oberneuland.

In einer Ausstellung in der Kulturkirche St. Stephani Bremen wurden im Juni 2012 seine Werke gewürdigt und als Katalog veröffentlicht.

Er war verheiratet; das Ehepaar hatte eine Tochter namens Julia van Wilpe.

## Werke (Auswahl)
- Relief von 1952 am Ehrengrab von Wilhelm Benque auf dem Waller Friedhof in Bremen
- Pieta von 1952 aus Eiche in der Kirche St. Christophorus (Delmenhorst) -Brendel/Adelheide
- Christus von 1955 für die Garnisonkirche Oldenburg
- St. Polykarpus-Plastik aus Sandstein von 1956 beim Gelände der Nordwolle in Delmenhorst
- Sandsteinrelief Gruppe der Lauschenden von 1958 über dem Südeingang der ev. Martin-Luther-Kirche (Emden)
- Relief an der Altarrückwand von 1959 und Altarkreuz Christus stillt den Sturm von 1959 in der abgerissenen St. Nikolaus-Kirche in Bremerhaven-Wulsdorf
- Kurfürst von Trier als Replik von 1960 am Bremer Rathaus

Die Angaben zur Spalte "Seite" der folgenden Tabelle beziehen sich auf das Buch von Julia van Wilpe: Kurt Lettow - Bildhauer.
| Jahr | Bild | Titel / Motiv                            | Stadt / Landkreis    | Gebäude / Ort                         | Material                 | Seite | Geokoordinaten          | Bemerkungen                                  |
| ---- | ---- | ---------------------------------------- | -------------------- | ------------------------------------- | ------------------------ | ----- | ----------------------- | -------------------------------------------- |
| 1949 |      | Jesus und der sinkende Petrus            | Bremen               | Andreaskirche                         | Keramik                  | 146   | 53,11622° N, 8,75544° O |                                              |
| 1952 |      | Verkündigung des Herrn                   | Bremen               | Friedhof Hastedt                      | Kunststein               | 154   | 53,065° N, 8,86708° O   |                                              |
| 1952 |      | Einzug in Jerusalem, Heilige drei Könige | Bremen               | Horner Kirche                         | Eichenholz               | 160   | 53,09672° N, 8,86905° O |                                              |
| 1954 |      | Kinder mit Brieftauben                   | Wilhelmshaven        | Hauptpost, Rathausplatz               | Sandstein                | 192   | 53,52719° N, 8,11058° O |                                              |
| 1955 |      | Christophorus                            | Delmenhorst          | St. Christophorus (Delmenhorst)       | gebrannter Ton           | 156   | 53,02564° N, 8,635° O   | 4,5 m hoch, 30 Zentner Ton                   |
| 1955 |      | Kreuzweg                                 | Landkreis Vechta     | Kreuzweg in Visbek                    | Keramik, gebrannter Ton  | 164   | 52,84252° N, 8,30547° O | 12 Stationen                                 |
| 1956 |      | Das verlorene Schaf                      | Bremen               | Gemeindehaus der Andreaskirche        | Obernkirchener Sandstein | 146   | 53,11622° N, 8,75544° O |                                              |
| 1957 |      | Spielende Kinder                         | Bremen               | Oberschule am Barkhof                 | Sandstein                | 200   | 53,08242° N, 8,82279° O | 12 Flachreliefs an der Fassade zur Parkallee |
| 1957 |      | Agnes-Heineken-Denkmal                   | Bremen               | Berufsbildungszentrum Bremen          | Dolomit                  | 176   | 53,08438° N, 8,79609° O |                                              |
| 1957 |      | Brunnen mit Tauben                       | Bremen               | Osterholzer Friedhof                  | Anröchter Stein          | 180   | 53,0677° N, 8,91988° O  | Feld AA                                      |
| 1958 |      | Gedenkstein W. Niermann                  | Delmenhorst          | St. Marien (Delmenhorst)              | Sandstein                | 182   | 53,05121° N, 8,62771° O | an der Ostseite der Kirche                   |
| 1958 |      | Reliefs am Haus der Sparkasse            | Bremen               | Haus der Stadtsparkasse               |                          |       | 53,0677° N, 8,91988° O  | über dem Nebeneingang Langenstraße           |
| 1959 |      | Tabernakel                               | Delmenhorst          | St. Marien (Delmenhorst)              | Silber                   | 42    | 53,05132° N, 8,62757° O | mit Silberschmied Franz Bolze                |
| 1960 |      | Relief zum Leben des Paulus              | Hildesheim           | Pauluskirche im Stadtteil Himmelsthür | Kupfer                   | 48    | 52,16219° N, 9,91656° O | über der Eingangstür                         |
| 1961 |      | Einzug in Jerusalem                      | Bremen               | Martin-Luther-Kirche (Findorff)       | Basaltlava               | 58    | 53,0677° N, 8,91988° O  | über der Eingangstür                         |
| 1966 |      | Jesus mit Evangelistensymbolen           | Landkreis Schaumburg | St. Dionysius (Lindhorst)             | Obernkirchener Sandstein | 118   | 52,36145° N, 9,28386° O | über der Eingangstür                         |
| 1970 |      | Brunnen mit Stele                        | Bremen               | Friedhof St. Johann (Oberneuland)     | Obernkirchener Sandstein | 184   | 53,09198° N, 8,93945° O | Trog ist eine Viehtränke                     |
| 1977 |      | Leuchten mit Steinsockel                 | Bremen               | Bremer Marktplatz                     | Granit, Kupfer           | 219   | 53,07581° N, 8,80717° O | ursprünglich 8 Leuchten                      |

- Karte mit allen Koordinaten:
- OSM |
- WikiMap